# Suzanne Tassier
Pour les articles homonymes, voir Tassier.
Suzanne Tassier-Charlier (1898-1956) est une historienne, militante associative et politique, et féministe belge. Elle fut la première Belge agrégée de l'enseignement supérieur dans son pays.

## Biographie
Suzanne Tassier, fille du général-major Émile Tassier, naît à Anvers le 4 juin 1898. Elle commence des études à l'École normale de Bruxelles où elle prend pension chez les demoiselles Mennig. La Première Guerre mondiale l'oblige à poursuivre et terminer ses études secondaires à l'étranger, d'abord à l'Île de Wight au Royaume-Uni, puis à Versailles en France. De retour en Belgique après guerre, à sa réouverture en 1919 elle entre à l'Université libre de Bruxelles (l'ULB) où elle suit des études en Histoire. À l'instigation de Frans van Kalken elle se dirige vers l'histoire contemporaine et produit la thèse L'origine et l'évolution du Vonckisme, qui lui permettra d'obtenir son doctorat en 1923, à la suite de quoi elle entre au Lycée Emile Max de Schaerbeek en juillet 1924.
Dès ses années d'études à l'ULB, Suzanne Tassier devient une militante politique et sociale libérale en participant dès 1920 au tout jeune Mouvement estudiantin pour la culture morale fondé en 1919, en fondant le « Cercle d'histoire et de sociologie », en participant au Cercle des Étudiants libéraux. Elle a aussi une activité féministe dès ces années, en entrant dans la Fédération belge des Femmes universitaires (FBFU) et en participant au Groupement belge de la Porte Ouverte dont le slogan est « Pour l'émancipation économique de la travailleuse ». Ses convictions féministes seront renforcées à la suite d'un voyage aux États-Unis qu'elle effectue avec son mari en 1938,. Au cours de ce voyage, elle découvre l'importante bibliothèque de la Hoover Institution, consacrée à l'étude de la première guerre mondiale et de la révolution russe de 1917.
Tout en effectuant son travail de professeur de lycée, Suzanne Tassier reprend ses études et, en novembre 1934, défend avec succès sa thèse d'agrégation Histoire de la Belgique sous l'occupation française en 1792 et 1793, ce qui fait d'elle la première Belge agrégée de l'Université. Désormais, elle est chargée de cours à l'ULB. La même année elle épouse Gustave Charlier (1885-1959), professeur de philologie dans la même institution. En 1935 est créé pour elle le cours libre « L'Esprit public en Belgique de 1715 à 1815 » à  la Faculté de Philosophie et Lettres de Bruxelles. en 1940 et 1941, à la suite de l'éviction par l'occupant nazi des professeurs Frans van Kalken et Michel Huisman, elle prend en charge certains de leurs cours. En 1945, Michel Huisman ayant quitté sa charge, elle reprend l'essentiel de ses enseignements, ainsi que certains autres cours, et devient officiellement professeur ordinaire de l'ULB en 1948.
Au cours des années 1950 sa santé se détériore, et elle meurt prématurément le 12 mars 1956 à Schaerbeek, à l'âge de 58 ans.

## Œuvre

### Publications
Suzanne Tassier publia nombre ouvrages et articles au long de sa carrière. Avant la Seconde Guerre mondiale, paraissent ses trois livres majeurs sur la révolution brabançonne, ses prémisses et ses suites, en tout premier sa thèse de 1923, L'origine et l'évolution du Vonckisme, suivie par Les démocrates belges de 1789. Étude sur le Vonckisme et la révolution brabançonne, mémoire de 1929 récompensé, et publié en 1930, par l'Académie royale de Belgique, puis sa thèse d'agrégation de 1934, Histoire de la Belgique sous l'occupation française en 1792 et 1793. Au long de ces années et jusqu'en 1939, elle rédigea plusieurs articles et contributions pour des revues et ouvrages collectifs, certains étant repris en volume en 1943 dans Figures révolutionnaires (XVIIIe siècle).
Après la Seconde Guerre mondiale, les publications importantes se font plus rares : un autre ouvrage de compilation en 1944, Idées et profils du XVIIIe siècle, qui reprend des articles parus avant guerre, une partie remaniée de sa thèse de 1934 et la leçon d'introduction  de son cours L'esprit public en Belgique de 1725 à 1789 ; la même année, L'Histoire de la guerre mondiale, pour un musée de la guerre mondiale et un office de documentation contemporaine ; en 1951, La Belgique et l'entrée en guerre des États-Unis (1914-1917) ; ainsi que divers articles et contributions jusqu'en 1954. À la fin de sa vie elle oriente ses intérêts vers le XVIe siècle et avait annoncé dès 1951 la publication du livre Les Pays-Bas contre Philippe II : Egmont, ouvrage que sa fin prématurée ne lui permettra pas de réaliser.